# Йозеф Ґьоррес
Йоганн Йозеф Ґеррес (нім. Johann Joseph von Görres; 25 січня 1776, Кобленц — 29 січня 1848, Мюнхен) — ідеолог німецького націоналізму, філософ, письменник, іроніст, публіцист, журналіст та викладач, який став відомим переважно завдяки своїй чотиритомній «Християнській Містиці» та «Історії міфології азійського світу»(1810).

## Життєпис

### Молоді роки
Йозеф Ґеррес народився 25 січня 1776 року в родині небагатого купця, що торгував дровами, в місті Кобленц. У 1786 році вступив до школи Трирського курфюрства. Натхненний ідеями просвітництва в 12-річному віці замість шкільного завдання написав памфлет на Папу, який розірвав його вчитель, будучи вражений єзуїтством учня. Ще у гімназії Ґеррес із захопленням сприймає перші звістки про Французьку революцію, якими захоплювалася уся освічена Європа.
У 1793 році після закінчення гімназії подальше навчання було перерване у зв'язку із передачою Кобленца у руки генерала французької революційної армії Марсо. Ґеррес веде активну діяльність на підтримку нової влади. Він організовував та очолював більшість організацій, секцій, зібрань та урочистих свят. Він оголошував промови на зборах, зосереджуючись на питаннях пропагування ідеалів революції та боротьби з існуючою Священною Римською Імперією та церквою. Також займав посаду секретаря клубу патріотів.
У 1795 році у кельнській газеті «Брутус» надруковано першу статтю Ґерреса проти «контрреволюціонерів». У лютому 1798 року Ґеррес стає на чолі газети «Das rote Blatt» («Червоний листок»). Здебільшого пише зневажливі відгуки про устрій Імперії та аристократизм.

### Зміна переконань
З часом напрямок очолюваної ним газети змінився через зневіру Ґерреса в ідеали революції. Він вступає в конфлікт із французькою дійсністю. Ґеррес розпочинає боротьбу проти несовісности та корупції серед французьких урядовців, що були поставлені замість німецьких. Публікації Ґерреса з розкриттям різних афер стають причинами звільнення комісарів департаментів. Ґеррес наживає серед французьких бюрократів ворогів та зрештою змушений припинити видавати «Червоний листок» під тиском поліції. Однак, того ж року започатковує газету «Rübezahl» та продовжує напади на французьку бюрократію. Ця газета під тиском французів також замовкає.
Після значного тиску від французької місцевої влади у червні 1799 року Ґеррес виготовив та презентував цілий меморіал зі скаргами райнців до уряду Директорії в Парижі. Місцеве населення підхоплює обурення, що стає причиною поодиноких сутичок між окупаційними військами та цивільним населенням. У кінці 1799 року з метою досенення волі свої земляків про припинення воєнного стану відвідав Париж, звідки писав: «Це не мої люди, що провадять тут барвистий гармидер, може, вони й кращі за мене, але я їх не хочу!».

Приїзд Ґерреса припав на перші дні після перевороту 18 брюмера, враження від візиту він виклав у «Результатах мого посольства до Парижу»:
Але також безперечною правдою є те, що революція розминулася із своєю метою. ...На постамені колони, на якім Світова Історія висікає свої аннали, космополіт бачитиме і читатиме слова: «В кінці вісімнадцятого століття піднявся французький нарід до сфери вищого призначення, він створив величне, виконав, що зміг; стягнутий часом і своєю внутрішньою вдачею силоміць вділ, він не досяг мети, за якою сягав».

## Доробок
- Der allgemeine Frieden, ein Ideal, 1798
- Resultate meiner Sendung nach Paris, 1800
- Aphorismen über Kunst, 1802
- Aphorismen über die Organonomie, 1803
- Exposition der Physiologie, 1805
- Glauben und Wissen, München 1805
- Die teutschen Volksbücher, 1807 (Digitalisat und Volltext // Німецький текстовий архів)
- Wachstum der Historie, 1807
- Schriftproben von Peter Hammer (d.i. Joseph Görres), 1808
- Über den Fall Teutschlands und die Bedingungen seiner Wiedergeburt, 1810
- Mythengeschichten der asiatischen Welt, 1810
- Lohengrin, ein altteutsches Gedicht, 1813
- Rheinischer Merkur (Hrsg.), 1814–1816
- Teutschland und die Revolution, 1819 (Digitalisat und Volltext // Німецький текстовий архів)
- Beantwortung der in den jetzigen Zeiten für jeden Teutschen besonders wichtigen Frage: Was haben wir zu erwarten?, 1814
- Europa und die Revolution, 1821
- Einleitung zu Melchior Diepenbrocks Heinrich Susos, genannt Amandus Leben und Schriften, Regensburg 1829
- Über die Grundlage, Gliederung und Zeitenfolge der Weltgeschichte, 1830
- Nachruf auf Achim von Arnim, Literaturblatt von Wolfgang Menzel, 1831
- Vier Sendschreiben an Herrn Culmann, Sekretär der Ständeversammlung, München 1831
- Ministerium, Staatszeitung, rechte und unrechte Mitte, München 1831
- Athanasius, 1838
- Die Triarier H. Leo, Dr. P. Marheinecke, D. K. Bruno, Regensburg 1838
- Die christliche Mystik, 4 Bde 1836–1842. 2. Auflage in 5 Bänden. München Regensburg: Manz 1879. Neuherausgabe durch Uta Ranke-Heinemann bei Eichborn 6 Bände, Frankfurt 1989
- Kirche und Staat nach Ablauf der Kölner Irrung, Weißenburg a.d.S. 1842
- Der Dom von Köln und das Münster von Strasburg, Regensburg 1842
- Einleitung zu J. N. Sepp, Das Leben Christi, 1. Bd., Regensburg 1843
- Historisch-politische Blätter für das katholische Deutschland (Einzelne Beiträge)
- Die Japhetiden und ihre gemeinsame Heimat Armenien. Akademische Festrede, München 1844
- Die drei Grundwurzeln des celtischen Stammes und ihre Einwanderung. 2 Abteilungen. Historische Abhandlungen der Königlich bayrischen Akademie der Wissenschaften, München 1845
- Die Wallfahrt nach Trier, Regensburg 1845
- Aspecten an der Zeitenwende – Zum neuen Jahre 1848, 1848

### Перекладені українською
- Йоганн Йозеф Ґеррес. Німецькі народні книги. Вступ. Переклад Марія Кашуба.